# El Guamo (Guárico)
El Guamo es un caserío, localidad o asentamiento de la Parroquia Paso Real de Macaira, Municipio José Tadeo Monagas en el Estado Guárico, Venezuela, ubicado al noreste de Altagracia de Orituco, capital del municipio, y a aproximadamente 24,10 km de ella.

## Geografía

### Coordenadas
9.851713, -66.167372

### Datos básicos
- Latitud: 9° 50' 47"
- Longitud: -66° 9' 43"
- Altura: 322 msnm
- Distancia entre Altagracia de Orituco: aproximadamente 24,10 km
- Distancia entre el Municipio San José de Guaribe: 38,31 km[1]

### Lugares de interés
- Represa Pericopal; que no se encuentra dentro del territorio de El Guamo pero es una zona cercana, específicamente al otro lado de la carretera principal, después de pasar por un camino.

### Vías de acceso
La vía de acceso principal es por el sur, por la comunidad Lomas de Paso Real, a la cual se entra por la carretera nacional antes de llegar a Paso Real de Macaira, si se va por el oeste o también llamada vía oriente; y si se viene desde el este, se entra después de pasar por Paso Real de Macaira. La otra vía no muy utilizada es por el norte, por donde se puede ir a Jabillal de Macaira, igualmente se pasa después por Las Mercedes, después por Turmerino, las cuales son localidades pertenecientes a la Parroquia San Francisco de Macaira, hasta llegar a la localidad de Macaira, capital de la mencionada parroquia.